# Tremagtsaftalen
Tremagtsaftalen af 1950 var en aftale mellem de tre vestlige Stormagter; USA, England og Frankrig. Ifølge denne, skulle de tre Stormagters krigsmaterielle støtte (fly, kampvogne, skydevåben osv.) til de mellemøstlige lande stærkt begrænses, da de (og især USA pga. deres indbyrdes kolde krig mod Sovjetunionen) ikke ønskede, at Sovjetunionen skulle gøre indpas i krisen i Mellemøsten og vinde indflydelse og tage parti der.
| Historie | Spire Denne historieartikel er en spire som bør udbygges. Du er velkommen til at hjælpe Wikipedia ved at udvide den. |